# Raión de Korsákovo
El raión de Korsákovo (ruso: Корса́ковский райо́н) es un distrito administrativo y municipal (raión) ruso perteneciente a la óblast de Oriol. Se ubica en el noreste de la óblast. Su capital es Korsákovo.
En 2023, el raión tenía una población de 3814 habitantes.
El raión es limítrofe al norte y este con la óblast de Tula. Su territorio es completamente rural.

## Subdivisiones
Comprende 72 localidades rurales, agrupadas en los siguientes siete asentamientos rurales:
- Gagárinski Jútor (con sede del ayuntamiento en Mélnichnaya Slobodá)
- Korsákovo (la capital distrital)
- "Máryinskoye" (con sede del ayuntamiento en Bolshiye Oziorki)
- Necháyevo
- Novomijáilovka
- Paramónovo
- Speshniovo